# Kushtrim Lushtaku
Kushtrim Lushtaku (* 8. Oktober 1989 in Srbica, SFR Jugoslawien, heute Kosovo) ist ein ehemaliger kosovarischer Fußballspieler und heutiger Trainer.

## Werdegang
1991 floh Lushtakus Familie aus der auseinanderbrechenden SFR Jugoslawien nach Deutschland. Lushtaku wuchs in Offenau, in der Nähe von Heilbronn auf. Dort begann er 1994 das Fußballspielen bei der TG Offenau. 1998 ging er für ein Jahr zum FSV Bad Friedrichshall, ab 1999 spielte er beim VfR Heilbronn. 2006 verließ er den Verein, der mittlerweile FC Heilbronn hieß, und schloss sich der TSG Backnang an. Im Sommer 2008 ging er für ein Jahr zurück in seine Geburtsstadt. In der Spielzeit 2008/09 stand er im Kader des KF Drenica und absolvierte 25 Spiele in der Raiffeisen Superliga, in denen er neun Tore schießen konnte.
Im Sommer 2009 absolvierte Lushtaku daraufhin ein dreiwöchiges Probetraining beim deutschen Zweitligisten TSV 1860 München. Dort kam er in fünf Testspielen zum Einsatz und schoss drei Tore. Zwei Tage vor dem Pflichtspielauftakt der Münchner Löwen unterschrieb er einen Vertrag bis 2012. In der Folge stand er jedoch hauptsächlich im Kader der zweiten Mannschaft, in der Zweitliga-Spielzeit 2009/10 saß er lediglich zweimal auf der Ersatzbank ohne zum Einsatz zu kommen. Nachdem er in der zweiten Jahreshälfte weiterhin lediglich bei der U-23 im Kader stand, entschied er sich im Winter zum Vereinswechsel.
Nach einem mehrwöchigen Probetraining in Schweden schloss er sich im März 2011 einen Monat vor dem Start der Spielzeit 2011 Örebro SK an. Bei seinem neuen Klub etablierte er sich schnell als Stammspieler in der Allsvenskan. Im Sommer sorgte er für Schlagzeilen, als ihm am 20. Juli die Anreise zum Auswärtsspiel beim FK Sarajevo in der zweiten Qualifikationsrunde der UEFA Europa League 2011/12 aufgrund seiner kosovarischen Staatsbürgerschaft verwehrt wurde.
Im September 2012 wechselte er zurück zu KF Drenica und spielte dort bis zum Sommer 2013. Anschließend wechselte er zum SC Fortuna Köln in die Regionalliga West, löste seinen Vertrag dort aber im Januar 2014 wieder auf. Ende Januar unterschrieb er beim Regionalligisten Eintracht Trier einen Vertrag bis Saisonende. Nach nur einem halben Jahr wechselte er zurück in seine Heimat Kosovo. Nach insgesamt 3,5 Jahren wechselte er im Oktober 2017 zurück nach Deutschland und schloss sich dem Oberligisten 1. CfR Pforzheim an. Anfang Oktober 2018 wurde er vom 1. CfR Pforzheim fristlos entlassen und angezeigt, nachdem er in der Halbzeitpause der Partie gegen den TSV Ilshofen seinen Trainer Gökhan Gökce krankenhausreif geschlagen haben soll. Lushtaku selbst bestreitet die Anschuldigungen.
Von September 2019 bis Mai 2022 war Lushtaku Spielertrainer des württembergischen Landesligisten Türkspor Neckarsulm. Anschließend pausierte er fast zwei Jahre, wurde in dieser Zeit Co-Trainer des Regionalligisten SGV Freiberg und ging dann im März 2024 nebenbei zu Türkgücü Eibensbach und spielte dort noch eine Partie in der Kreisliga B Unterland. Am 22. Dezember 2024 wurde er nach dem Abgang von Cheftrainer Roland Seitz zu dessen Nachfolger bei den Freibergern bestimmt.

## Erfolge
- Albanischer Meister: 2017